# Marbach (Fils)
Der Marbach ist ein 13 km langer Bach im mittleren Baden-Württemberg im Ostalbkreis und dann vor allem im Landkreis Göppingen, der nach einem zwischen westsüdwestlicher und südlicher Richtung wechselndem Lauf im Stadtteil Faurndau der Kreisstadt Göppingen von rechts in die Fils mündet.

## Geographie

### Verlauf
Der Marbach entspringt im westlichen Ostalbkreis auf der linken Randhöhe des Remstales auf etwa 432 m ü. NHN am Hetzenhof der Kleinstadt Lorch neben der B 297 im Bereich eines Golfplatzes und zieht zunächst westsüdwestlich. Schon nach gut einem halben Kilometer tritt er in den Talwald ein und erfährt nach knapp zwei Kilometern auf nur mehr 385,6 m ü. NHN seinen ersten bedeutenderen Zulauf an der Gemeinde- und Kreisgrenze zu Wäschenbeuren im Landkreis Göppingen. In bis über kilometerbreiter, völlig unbesiedelter Talmulde reicht dann nach etwa viereinhalb Kilometern die Gemeindegemarkung von Börtlingen ans rechte Ufer, wonach der Bach immer südlicher läuft und schließlich durchs Gebiet von Börtlingen fließt.
Etwa sechs Kilometer nach der Quelle wechselt er in die offene Flur und durchquert gleich den Weiler Zell. Unterhalb des Ortes fließt dann vom nur wenig östlich in dessen Untertal liegenden Dorf Birenbach her mit dem Krettenbach der erste, mit gut vier Kilometern Länge etwas ansehnlichere Nebenfluss zu, begleitet von der B 297. Diese läuft ab hier im Marbachtal, das sich nun auf Südwestkurs zwischen Waldhängen ins Gemeindegebiet von Rechberghausen zieht, sich dort aber bald wieder nach Süden wendet. An der Siedlungsgrenze des Dorfes Rechberghausen mündet der aus dem Nordwesten kommende Herrenbach, der zusammen mit seinem längeren Oberlauf mit einer Gesamtlänge von etwa 9,5 km den hier einen Kilometer kürzeren Marbach-Oberlauf sogar übertrifft und nach Fläche einen dessen Teileinzugsgebiet fast gleichkommenden Teil des Schurwaldes entwässert. Er entsteht im Herrenbachstausee aus seinen zwei Oberläufen.
Ab Rechberghausen ist das Tal des nun noch etwa viereinhalb Kilometer langen Marbachs fast waldfrei und stark besiedelt. Gleich unterhalb der Siedlungsgrenze des Dorfes tritt er aufs Gebiet der Kreisstadt Göppingen über, die Bundesstraße verlässt das Tal und von Ostnordosten läuft der etwa 6,5 km lange Meerbach zu, der am Südfuß des Hohenstaufen (684 m ü. NHN) entsteht. Südwestlich fließt er nun noch zweieinhalb Kilometer weiter, zieht durch den Stadtteil Faurndau und mündet darin auf etwa 303 m ü. NHN von rechts in die untere Fils.
Der Marbach ist 13,2 km lang und hat bei einem Gesamtgefälle von etwa 129 Höhenmetern ein mittleres Sohlgefälle von 9,8 ‰.

### Einzugsgebiet
Der Marbach hat ein Einzugsgebiet von 58,4 km² Größe, das ungefähr Vierecksgestalt hat. Im Norden reicht es durchweg bis an die linke obere Hangkante des westwärts laufenden Tales der Rems, die nur 1,5–3 km entfernt fließt, vom Schorndorfer Ortsteil Oberberken an der Nordwestspitze bis etwa zum Lorcher Weiler Oberkirneck am Nordosteck. Die sich von dort an südsüdöstlich bis zum Hohenstaufen fortsetzende Wasserscheide trennt danach vom Einzugsgebiet des linken Remszuflusses Beutenbach. Im Bereich des Hohenstaufens biegt sie vor der Krumm nach Westsüdwesten um und läuft anschließend vor kürzeren rechten Zuflüssen der Fils nach Westsüdwesten über den Kamm von Hörnle und Spitalwald, durch den Oberwald und das nördliche Göppingen bis zur Mündung in Faurndau. Von dort zieht die vierte Seite des Einzugsgebiets im Wesentlichen nordwestlich zurück nach Oberberken, anfangs vor dem im Uhingen in die Fils unterhalb mündenden Blaubach, dann vor dem Bachsystem der Nassach, die der Fils weiter abwärts zwischen Uhingen und Ebersbach zumündet.
Der am Mittellauf in den Marbach mündende rechte Zufluss Herrenbach mit seinem zum Marbach-Oberlauf fast gleich großen Einzugsgebiet ebenso wie der am Unterlauf von links zufließende, lange Meerbach weiten die Einzugsgebietskontur des Marbachs so stark aus, dass es sich am längsten quer erstreckt, nämlich über 13 km weit vom Hohenstaufen (684 m ü. NHN) im Quellbereich des Meerbachs bis zu seiner Nordwestspitze im Quellbereich des Herrenbach-Oberlaufs Schliffbach (bis 514,7 m ü. NHN). Im Nahbereich des Hohenstaufens liegen die anderen höchsten Erhebungen im Einzugsgebiet (ca. 550 m ü. NHN westlich auf den Heidäckern, 538 m ü. NHN südwestlich auf dem Hörnle), dessen Wasserscheide sonst größtenteils zwischen 400 und 500 m ü. NHN liegt. Vom Nordosteck über der Marbachquelle bis zur Mündung sind es in Luftlinie nur etwa 10 km.
Naturräumlich verteilt sich das Einzugsgebiet auf drei Teilgebiete der Haupteinheitengruppe Nr. 10, Schwäbisches Keuper-Lias-Land. Der Osten mit dem obersten Lauf des Marbachs, fast dem gesamten Krettenbachtal und dem Meerbach bis etwa zur Hälfte śeiner Fließstrecke gehört der Haupteinheit Nr. 102 Vorland der östlichen Schwäbischen Alb an, der größere nordwestliche Teil mit dem Marbach-Mittellauf und dem Bachsystem des Herrenbachs liegt im östlichen Schurwald, der zur Haupteinheit Nr. 107 Schurwald und Welzheimer Wald zählt, der kleinere südwestliche um Rechberghausen und die Mündung zum Vorland der mittleren Schwäbischen Alb, Haupteinheit Nr. 101. Im Schurwald und beidseits des oberen Meerbachtales dominiert der Waldanteil, sonst die Flur, vor allem im städtischen Bereich nahe der Mündung.
Gebiete von neun Städten und Gemeinden liegen im Einzugsgebiet, im Uhrzeigersinn sind es:
- ein Zipfel der Stadt Schorndorf im Nordwesten (Rems-Murr-Kreis)
- fast die ganze Gemeinde Adelberg im Nordwesten (Landkreis Göppingen)
- fast die ganze Gemeinde Börtlingen im Norden (Landkreis Göppingen)
- ein Zipfel der Stadt Lorch im Nordosten (Ostalbkreis)
- der größere Teil der Gemeinde Wäschenbeuren im nördlichen Osten (Landkreis Göppingen)
- ein langer Streifen der Kreisstadt Göppingen von Osten bis Süden (Landkreis Göppingen)
- fast die halbe Gemeinde Wangen im Südsüdwesten (Landkreis Göppingen)

Zentral im Inneren liegen:
- Rechberghausen (Landkreis Göppingen)
- Birenbach (Landkreis Göppingen)

### Zuflüsse und Seen
Hierarchische Liste der Zuflüsse und  Seen von der Quelle zur Mündung. Gewässerlänge, Seefläche, Einzugsgebiet und Höhe nach den entsprechenden Layern auf der Onlinekarte der LUBW. Andere Quellen für die Angaben sind vermerkt.
Ursprung des Marbachs auf etwa 432 m ü. NHN am Hetzenhof von Lorch. Der Marbach läuft anfangs in seiner Oberlaufklinge südwestlich.
- Oberer Marbach, von links und Ostsüdosten auf 385,6 m ü. NHN[LUBW 4] im Talwald nordnordwestlich von Wäschenbeuren, 1,3 km und ca. 1,6 km². Entsteht auf etwa 425 m ü. NHN am Beginn einer Klinge westlich der B 297 Lorch–Wäschenbeuren unter der Fahrhalde.
An diesem Zufluss läuft der Bach schon kurze Zeit westsüdwestlich und ist im Wald Grenze zwischen der Kleinstadt Lorch im Ostalbkreis am rechten und der Gemeinde Wäschenbeuren im Landkreis Göppingen am linken Ufer.
  - Bodenwiesenbach, von links und Südsüdosten auf etwa 399 m ü. NHN am Hals eines östlichen Talwaldvorsprungs, 0,7 km und ca. 0,3 km². Entsteht auf etwa 436 m ü. NHN nordöstlich des Wäschenbeurer Galgenbergs (ca. 450 m ü. NHN[LUBW 1]).
- (Waldbach durch die Eichenklinge), von links und Südosten auf 376,3 m ü. NHN[LUBW 4] gegenüber dem östlichen Sägrain, 1,0 km und ca. 0,6 km². Entsteht auf etwa 437 m ü. NHN nördlich des Galgenbergs.
- Neuwiesenbach, von rechts und Nordwesten auf etwa 363 m ü. NHN kurz vor der Bachquerung eines Waldwegs, 0,6 km und ca. 0,4 km². Entsteht auf etwa 405 m ü. NHN südöstlich des Börtlinger Schweizerhofs auf der rechten Randhöhe.
  -  Durchfließt auf etwa 395 m ü. NHN einen Weiher am zur Brücke absteigenden Waldweg, unter 0,1 ha.
- Taubenbach, von rechts und Nordwesten auf 355,6 m ü. NHN[LUBW 4] kurz vor dem Beginn der Talgrundlichtung, 2,1 km und ca. 1,6 km².  Entsteht auf etwa 463 m ü. NHN in Börtlingen-Breech.
Nach diesem Zulauf fließt der Marbach fast südlich. Entsteht auf etwa 464 m ü. NHN am Ortsrand des Börtlinger Weilers Breech.
  -  Passiert einen Teich auf etwa 370 m ü. NHN rechts am Rand des Talgrundes, der aus einigen nur zeitweise wasserführenden Seitenklingen gespeist wird, etwas über 0,1 ha.
- Passiert einen Weiher rechts am Lauf kurz vor dem folgenden, unter 0,2 ha.
- (Bach aus der Kastenklinge), von rechts und Westen auf etwa 352 m ü. NHN an der Mündung einer Nebenklingensteige in den Talwirtschaftsweg, 0,8 km und ca. 0,6 km². Entsteht auf etwa 420 m ü. NHN unter dem Sportplatz an der Nordspitze von Börtlingen.
  - (Bach aus der Tannklinge), von links und Norden auf etwa 377 m ü. NHN an der Klingenserpentine des ins Marbachtal absteigenden Wirtschaftswegs, etwas über 0,3 km und unter 0,1 km². Entsteht auf etwa 420 m ü. NHN und durchläuft die längsten nördliche Nebenklinge der Kastenklinge.
- Krettenbach, von links und Nordosten auf 338,5 m ü. NHN[LUBW 4] gleich nach Unterquerung der B 297 südlich von Zell und westlich von Birenbach, 4,7 km und 9,4 km².[LUBW 7]. Entsteht auf etwa 427 m ü. NHN am Ostrand von Wäschenbeuren nahe der Straße Im Gewerbegebiet, läuft zunächst westwärts durch Wäschenbeuren und ist dort meist unterirdisch verdolt.
  - (Bach aus den Gerenwiesen), von rechts und Nordwesten auf etwa 393 m ü. NHN am Südwestrand von Wäschenbeuren, 0,8 km und ca. 0,8 km². Entsteht auf etwa 422 m ü. NHN. Dort läuft der Krettenbach schon südwestwärts.
  - Irrenbach, von rechts und Nordwesten auf etwa 380 m ü. NHN, 0,6 km und ca. 0,5 km². Entsteht auf etwa 429 m ü. NHN.
  - Sonderbach, von links und Osten auf etwa 371,8 m ü. NHN[LUBW 1] beim Schützenhof von Wäschenbeuren, 2,1 km und ca. 2,3 km². Entsteht auf etwa 424 m ü. NHN südwestlich des Altenbergs (ca. 4440 m ü. NHN).
    -  Teich Sonderbachsee im oberen Mündungswinkel des folgenden, 0,1 ha.
    - Esgerbach, von links und Ostsüdosten auf etwa 401 m ü. NHN etwas südlich der Ortsgrenze von Wäschenbeuren, 1,1 km und ca. 0,6 km². Entsteht auf etwa 472 m ü. NHN im Hangwald Esger.
    - Scheufelwiesenbach, von links und Südsüdwesten auf etwa 400 m ü. NHN gleich nach dem vorigen, 0,8 km. Entsteht auf etwa 461 m ü. NHN am Waldrand. Feldweggraben neben einem Weg auf dem Hangkamm.

  - Kohlhaugraben, von links und Südosten auf 359,3 m ü. NHN[LUBW 4] beim Krettenhof von Göppingen, 1,0 km und ca. 0,7 km². Entsteht auf etwa 440 m ü. NHN an einem Dreiweg im Hangwald unter der Ebene (521,3 m ü. NHN[LUBW 4]).
    - Löchlenswiesengraben, von rechts und Osten auf unter 370 m ü. NHN beim Krettenhof, 0,8 km und ca. 0,2 km². Entsteht auf etwa 435 m ü. NHN am Waldrand des Gern zu den Löchlenswiesen.

  - Birenbach, von rechts und Norden auf etwa 352 m ü. NHN am Südrand von Birenbach, 1,2 km und ca. 0,9 km². Entsteht auf etwa 435 m ü. NHN am Nordrand des Eichhölzles.
  - Riedhaldenbach, von links und Südsüdosten auf etwa 351 m ü. NHN am Randwegsteg auf der alten Trasse der Hohenstaufenbahn, 0,6 km und ca. 0,4 km². Entsteht auf etwa 384 m ü. NHN im Gewann Lachen.
  - Grenzbach, von rechts und Norden auf unter 345 m ü. NHN am Westrand von Birenbach, 0,3 km und ca. 0,1 km². Entsteht auf etwa 375 m ü. NHN nahe der Straße nach Zell und ist Siedlungs- und Gemeindegrenze von Birenbach.

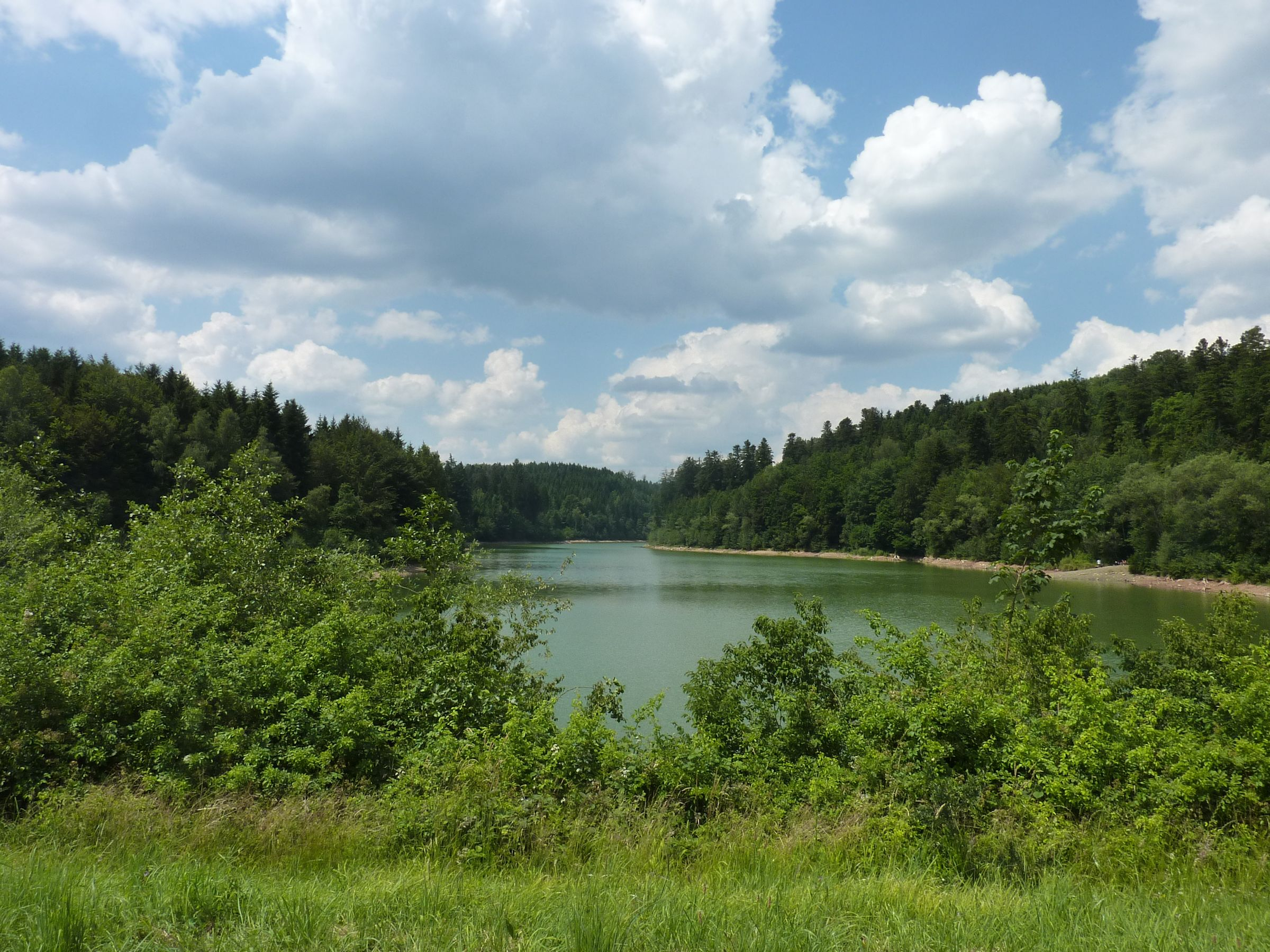
Blick über den Herrenbachstausee

- Herrenbach, von rechts und Nordwesten auf 328,3 m ü. NHN[LUBW 4] am Ortsanfang von Rechberghausen nach zuletzt gut einem halben Kilometer Parallellaufs im Marbachtal, 6,1 km auf dem Namenslauf und 9,5 km mit dem Oberlauf Schliffbach sowie 19,3 km².[LUBW 8] Entsteht auf 387 m ü. NHN[LUBW 9] im Herrenbachstausee an der Stadt- und Kreisgrenze von Schorndorf im Rems-Murr-Kreis zu Adelberg aus Zusammenfluss des Schliffbachs und des Zuflusses aus der Häuslesklinge.
Der Marbach selbst ist hier erst 8,5 km lang, hat allerdings schon ein Einzugsgebiet von 22,2 km².[LUBW 8]
  - Schliffbach, linker und nordwestlicher Hauptstrang-Oberlauf des Herrenbachs, 3,4 km und 4,6 km².[LUBW 8] Entsteht auf etwa 491 m ü. NHN beim Haus Im stillen Hof Nr. 2 am Rand von Oberberken.
    - (Bach aus der Dachsbühlklinge), von links und Norden auf unter 430 m ü. NHN an einem Wasserhäuschen im Talwald Barrain, 0,5 km und ca. 0,4 km². Entsteht auf etwa 480 m ü. NHN östlich von Oberberken noch oberhalb seiner Waldschlucht.
    - Rothaldenbach, von links und Norden auf 400,6 m ü. NHN[LUBW 4] nordöstlich von Unterberken, 0,8 km und ca. 0,5 km². Entsteht auf etwa 482 m ü. NHN nahe dem Kirchenweg im Oberen Hau.
    - (Zufluss), von rechts und Westen auf etwa 391 m ü. NHN am Waldweg um den Herrenbachstausee, 0,5 km und ca. 0,3 km². Entspringt auf etwa 450 m ü. NHN am Hang wenig östlich von Unterberken.
    -  Durchfließt auf unter 390 m ü. NHN die Vorsperre und dann auf 387 m ü. NHN[LUBW 9] den Hauptteil des Herrenbachstausee westlich von Adelberg, zusammen 16,7 ha.
    - Einsiedelbach, von links und Norden in der Vorsperre des Herrenbachstausees, 1,4 km und 1,3 km².[LUBW 7] Entsteht auf etwa 475 m ü. NHN nordwestlich von Adelberg nahe der Einmündung des Kirchenwegs in die L 1147.

  - (Bach aus der Häuslesklinge), rechter und westnordwestlicher Oberlauf des Herrenbachs, in den Hauptteil des Stausees, 1,4 km und 1,4 km².[LUBW 7] Entsteht auf etwa 451 m ü. NHN südlich von Unterberken am Feldweg in den Lachenhau.
    - Tannbach, von rechts und Westen auf ca. 395 m ü. NHN schon innerhalb des Wegrings um den See, 0,9 km und ca. 0,6 km². Entsteht auf etwa 474 m ü. NHN im westlichen Fetzentöbele.

  -  Passiert auf unter 380 m ü. NHN einen Teich an der Herrenmühle von Adelberg, 0,2 ha.
  -  Passiert auf etwa 355 m ü. NHN den links liegenden Mittelmühleweiher an der Mittelmühle von Adelberg, 0,5 ha.
  - Heimbach, von rechts und Westsüdwesten auf etwa 355 m ü. NHN gegenüber dem vorigen, 1,0 km auf dem Namenslauf und 2,2 km mit dem längeren linken Oberlauf aus der Buwiesenklinge sowie 2,1 km².[LUBW 7] Entsteht auf 385 m ü. NHN[LUBW 4] in einer kleinen Dreieckslichtung aus dem Zusammenfluss seiner zwei Oberläufe.
    - (Bach aus der Buwiesenklinge), (Füllesbach?[3]), linker und nordwestlicher Hauptstrang-Oberlauf des Heimbachs, 1,2 km und ca. 0,8 km². Entspringt auf etwa 459 m ü. NHN.
    - (Bach aus der Kammerklinge), rechter und westlicher Oberlauf des Heimbachs, 0,8 km und ca. 0,7 km². Entsteht auf etwa 440 m ü. NHN am Abzweig des Weges durch die Klinge von der K 1451 Unterberken–Wangen.

  -  Passiert eine Teichgruppe links am Lauf unmittelbar vor der Zachsersmühle auf etwa 350 m ü. NHN, zusammen 0,9 ha.
  - Kohlbach, von links und Nordwesten auf etwa 346 m ü. NHN bei der Zachersmühle von Adelberg, 3,8 km und 5,8 km².[LUBW 7] Entsteht auf etwa 452 m ü. NHN nördlich von Adelberg und durchläuft zunächst das Lausbachtal.
    - (Bach aus der Tobelklinge), von rechts und Osten auf unter 380 m ü. NHN östlich von Adelberg, 0,7 km und ca. 0,3 km². Entsteht auf etwa 485 m ü. NHN am Ostrand von Adelberg.
    -  Passiert den Wolfgangsee östlich von Adelberg in einer ehemaligen Sandgrube auf etwa 380 m ü. NHN am rechten Talrand, 0,5 ha.
    - Dobelbach, von rechts und Westnordwesten auf etwa 360 m ü. NHN an der Börtlinger Sägmühle, 1,6 km und ca. 1,0 km².
      -  Entfließt auf etwa 459 m ü. NHN dem Feuersee[4] am Südrand von Adelberg zum Kloster Adelberg hin, 0,1 ha.

    - Spitzbach, von links und Nordnordosten auf 352,4 m ü. NHN[LUBW 4] wenig vor der Lichtung um die Zachsersmühle, 1,2 km und ca. 1,2 km². Entsteht auf über 450 m ü. NHN in einem Klingenriß am Ödweiler Hof.
      - (Bach aus der Salzklinge), von links und Ostsüdosten auf etwa 355 m ü. NHN an einer Waldwegbrücke schon im Kohlbachtal, 0,7 km und ca. 0,4 km². Entsteht auf etwa 405 m ü. NHN am Westrand des südlichen Börtlingens.

  - Brühlbach, von rechts und Südwesten auf etwa 340 m ü. NHN an einer Wegbrücke neben der L 1147 Adelbach–Rechberghausen, 0,7 km und ca. 0,5 km². Entsteht auf etwa 412 m ü. NHN am Ortsrand nahe der Kirche von Oberwälden.
  - Tobelbach, von rechts und Westen auf 337,7 m ü. NHN[LUBW 4], 1,7 km und ca. 0,7 km². Entsteht auf etwa 418 m ü. NHN vor dem Südwesteck von Oberwälden.
    -  Noch über dem Ursprung liegt auf etwa 431 m ü. NHN ein Hangteich im Einzugsgebiet westlich von Oberwäden, 0,2 ha.

  - Ödachbach, von links und Nordnordosten im Untertaltrichter zum Marbachtal an einem Pumpenhäuschen, 0,6 km und ca. 0,2 km². Entspringt auf etwa 395 m ü. NHN im Hangwald Ödach des linken Herrenbach-Mündungssporns.
- Schinderbach, von links und Ostnordosten auf unter 328 m ü. NHN in Rechberghausen in eine Ostschlinge des Marbachs, 1,3 km und ca. 0,7 km². Entspringt auf etwa 380 m ü. NHN östlich des Umspannwerks.
  - Staufenwiesengraben, von links und Süden auf etwa 363 m ü. NHN am Umspannwerk, 0,2 km und unter 0,1 km². Weggraben, der auf etwa 380 m ü. NHN entsteht.
  - Abtbach, von rechts und Ostnordosten auf etwa 355 m ü. NHN westlich des Umspannwerks, etwas über 0,1 km und unter 0,1 km². Entsteht auf etwa 365 m ü. NHN.
- Hungerbollbach, von links und Ostsüdosten weniger als hundert Meter nach dem vorigen, 0,5 km und ca. 0,2 km². Entsteht auf etwa 360 m ü. NHN beim Hangwasserbehälter.
- Meerbach, von links und Ostnordosten auf 315,8 m ü. NHN[LUBW 4] etwas nördlich des Siedlungsrandes von Göppingen, 6,5 km und 10,1 km².[LUBW 7] Entsteht auf etwa 443 m ü. NHN beim Gotthardshof von Göppingen am Südfuß des Hohenstaufen.
Der zuletzt südwärts fließende Marbach schwenkt dort in die Zuflussrichtung des Meerbachs.
  - (Bach aus der Gotthardsklinge), von links und Südosten auf etwa 407 m ü. NHN wenig unterhalb des Gotthardshofs, 0,3 km und etwas unter 0,2 km². Entsteht auf etwa 435 m ü. NHN südlich über dem Hof im Wald.
  - Hagenäckergraben, von rechts und Nordosten auf etwa 405 m ü. NHN wenig nach dem vorigen, 0,3 km und etwas über 0,2 km². Entsteht auf etwa 455 m ü. NHN unter dem Naturschutzgebiet Spielburg.
  - Kitzbach, von rechts und Nordnordosten auf etwa 489 m ü. NHN am Südrand von Hohrein, 0,5 km und ca. 0,4 km². Entsteht auf etwa 435 m ü. NHN an einem Wasserreservoir nordöstlich von Hohrein.
    - (Anderer Quellarm des Kitzbachs), von recht und Norden auf etwa 415 m ü. NHN im Weichbild von Hohrein, 0,3 km und unter 0,2 km². Entsteht auf etwa 451 m ü. NHN am Hang unterm Heidewald.

  - Hohreiner Bach, von links und Südosten auf etwa 383 m ü. NHN gegenüber von Hohrein, 0,9 km und ca. 0,4 km². Entsteht auf etwa 440 m ü. NHN im Tannenschöpfle.
  - Lerchenberggraben, von rechts und Nordwesten auf etwa 367 m ü. NHN neben der TalstraßeK 1409 Hohenstaufen–Bartenbach, 1,0 km und ca. 0,9 km². Entsteht auf etwa 435 m ü. NHN im Hangwald Hohrain.
    - Flachsäckergraben, von links und Nordosten auf etwa 368 m ü. NHN kurz vor der Mündung des Lerchenberggrabens, 1,1 km und ca. 0,3 km². Entsteht auf etwa 498 m ü. NHN wenig südlich des Heidewalds. Längstenteils Weg- und Straßengraben.

  - Linsenholzbach, von links und Ostsüdosten auf etwa 364 m ü. NHN etwas vor Lerchenberg, 0,9 km und ca. 0,6 km².
  -  Entfließt auf etwa 390 m ü. NHN einem Stauteich im Wald Linsenholz, 0,6 ha.
  - Wasenholzbach, von links und Südosten auf etwa 354 m ü. NHN gegenüber von Lerchenberg in einen kurzen Seitenarm des Meerbachs, 1,0 km und ca. 0,4 km². Entsteht auf etwa 400 m ü. NHN im Wasenholz.
  - Langenbühlgraben, von rechts und Nordnordosten auf etwa 353 m ü. NHN am Westrand vom Lerchenberg, 1,0 km und ca. 0,3 km². Entsteht auf etwa 420 m ü. NHN im Wald nördlich von Lerchenberg.
  - Lenglingbach, von links und Südosten auf etwa 348 m ü. NHN in den Banäckern, 1,1 km und ca. 0,6 km². Entsteht auf etwa 392 m ü. NHN im Wald Langer Wasen.
  - Hohlenbach, von rechts und Nordnordosten auf etwa 345 m ü. NHN neben einer Feldwegbrücke oberhalb von Bartenbach, 2,0 km und ca. 1,2 km². Entsteht auf etwa 423 m ü. NHN im Wald Hohrain.
    - Lauchhaldengraben, von rechts und Nordwesten auf etwa 367 m ü. NHN wenig nach dem Waldaustritt des Hohlenbachs, etwas über 0,3 km und ca. 0,3 km². Entsteht auf etwa 386 m ü. NHN.
    - Aspachgraben, von rechts und Nordwesten auf etwa 348 m ü. NHN in den Unterlauf des Hohlenbachs, 0,5 km und ca. 0,2 km². Entsteht auf etwa 388 m ü. NHN am östlichen Tannenberg.

  - Viehweidenbach, von links und Südosten auf etwa 337 m ü. NHN gegenüber den Tennisplätzen vor Bartenbach, 0,8 km und ca. 0,4 km². Entsteht auf etwa 387 m ü. NHN am Waldrand.
  - Vornetbach, von links und Süden auf etwa 335 m ü. NHN gegenüber einer Gärtnerei am Ostende von Bartenbach, 0,6 km und ca. 0,3 km². Entsteht auf etwa 373 m ü. NHN an einem Feldweg durch die Stöckäcker.
  - Tannenberggraben, von rechts und Nordosten auf etwa 334 m ü. NHN nach den ersten Häusern von Bartenbach, 1,0 km und ca. 0,3 km². Entsteht auf etwa 395 m ü. NHN auf dem Tannenberg.
  - Hofhaldenbach, von links und Südosten auf etwa 332 m ü. NHN neben der Meerbachquerung der Straße Hofhalde in Bartenbach, 0,5 km und unter 0,2 km². Entspringt auf etwa 370 m ü. NHN neben der Riedlingsteige zum Oberholz.
- Desenbach, von rechts und Nordnordwesten auf 313,2 m ü. NHN[LUBW 4] gegenüber einem Pumpenhäuschen und einer Gärtnerei, 2,1 km und ca. 2,0 km². Entsteht auf etwa 367 m ü. NHN zwischen Wangen und dem kleinen Riedwäldle.
  - Binsenbach, von links und Nordnordosten auf etwa 351 m ü. NHN am Westrand von Rechberghausen, 0,4 km und über 0,1 km². Entsteht auf etwa 366 m ü. NHN am Ortsausgang der K 1410 nach Wangen beim Friedhof.
    - Dornunggraben, von rechts und Nordwesten auf etwa 359 m ü. NHN an der Straße zum Dornunghof, unter 0,3 km und unter 0,1 km². Entsteht auf etwa 366 m ü. NHN wenig nördlich des Dornunghofes.

  - Riedwiesengraben, von rechts und Westen auf etwa 347 m ü. NHN gegenüber dem Westrand von Rechberghausen, 0,5 km und ca. 0,3 km². Entsteht auf etwa 362 m ü. NHN am Südwesteck des Riedwäldles.
  - (Bach aus dem Gewann Kesselbrunnen), von rechts und Westen auf knapp 330 m ü. NHN gegenüber dem Stadion im Süden von Rechberghausen, 0,5 km und ca. 0,2 km². Entsteht auf etwa 360 m ü. NHN am Südrang des kleinen Waldes Reichenhart.
- Kesseltobelbach, von rechts und Nordwesten auf etwa 306 m ü. NHN in Faurndau am Steg in Fortsetzung des Iltiswegs, 1,1 km und ca. 0,9 km². Entsteht auf etwa 359 m ü. NHN an der K 1451 von Faurndau nach Wangen.
  - (Anderer Quellast des Kesseltobelbachs), von links und Nordnordwesten auf etwa 333 m ü. NHN nahe am Ende der Faurndauer Tobelbachstraße, 0,1 km und ca. 0,1 km². Entspringt auf etwa 344 m ü. NHN einer Hangquelle.

Mündung des Marbachs von rechts und zuletzt Nordosten auf etwa 303 m ü. NHN im Stadtteil Faurndau von Göppingen in die untere Fils. Der Marbach ist 13,2 km lang und hat ein 58,4 km² großes Einzugsgebiet.

### Ortschaften
Orte am Lauf mit ihren Zugehörigkeiten. Nur die Namen tiefster Schachtelungsstufe bezeichnen Siedlungsanrainer.
- Ostalbkreis
  - Stadt Lorch
    - Hetzenhof (Weiler, links nahe der Quelle)
- Landkreis Göppingen
  - Gemeinde Wäschenbeuren
    - (ohne Besiedlung am Lauf)

  - Gemeinde Börtlingen
    - Zell (Weiler)

  - Gemeinde Rechberghausen
    - Rechberghausen (Dorf)

  - Stadt Göppingen
    - Bartenbach (Stadtbezirk, linker Hang)
    - Faurndau (Dorf)

## Geologie
Im Einzugsgebiet des Marbachs ist die höchste geologische Schicht meist der Unterjura. Die großen Oberläufe des Bachsystems oberhalb von Rechberghausen – der Marbach selbst, der Herrenbach mit Schliffbach, der Kohlbach – haben in ihren weiten Tälern diese Schicht ganz abgetragen, so dass an ihren Einschnitten der Ober- und Mittelkeuper bis allenfalls hinab zum Kieselsandstein (Hassberge-Formation) ausstreicht. An der äußeren Wasserscheide und auf den trennenden Bergrücken zwischen diesen Tälern liegt jedoch noch Schwarzjura, oft überdeckt von teils großen Inseln aus Lösssediment. Im südlichen Teil dagegen ist der Unterjura durchgehend auch in den Tälern erhalten.
Im nahen Umkreis des Hohenstaufen, eines Zeugenberges der Schwäbischen Alb, setzt sich die Schichtenfolge aufwärts fort im Mitteljura über die Opalinuston-Formation und die Eisensandstein-Formation sowie einen steilen Umring von der Wedelsandstein- bis zur Ornatenton-Formation, die Bergkuppe reicht darüber noch bis zur Wohlgeschichteten-Kalk-Formation des Oberjura.
Der Marbach ab etwa dem Krettenbach-Zufluss, der Herrenbach etwa ab dem Kohlbachzulauf und der Meerbach schon vor der Ortschaft Lerchenberg laufen in Auensedimentbändern.
In Fortsetzung ihrer westsüdwestlichen Richtung am Fuß der Ostalb tritt die langziehende Störungsstruktur des Schwäbische Lineaments am Hohenstaufen ins Einzugsgebiet. Sie spaltet sich dort auf; eine Störung läuft in alter Richtung weiter auf Uhingen an die Fils zu, eine andere zweigt westnordwestlich ab in Richtung Oberberken und versetzt anfangs Keuper im Norden gegen Unterjura im Süden. Beide Störungen laufen hier deutlich vor dem Albtrauf, der bei Göppingen durch die Erosion der Fils und ihrer Zuflüsse schon weit nach Süden zurückgewichen ist.

### LUBW
Amtliche Online-Gewässerkarte mit passendem Ausschnitt und den hier benutzten Layern: Lauf und Einzugsgebiet des Marbachs

Allgemeiner Einstieg ohne Voreinstellungen und Layer: Daten- und Kartendienst der Landesanstalt für Umwelt Baden-Württemberg (LUBW) (Hinweise)
1. 1 2 3 4 5 6 7  Höhe nach dem Höhenlinienbild auf dem Hintergrundlayer Topographische Karte.
2. 1 2  Länge nach dem Layer Gewässernetz (AWGN).
3. 1 2  Einzugsgebiet nach dem Layer Aggregierte Gebiete 05.
4. 1 2 3 4 5 6 7 8 9 10 11 12 13 14 15 16 17  Höhe nach grauer Beschriftung auf dem Hintergrundlayer Topographische Karte.
5. ↑  Seefläche nach dem Layer Stehende Gewässer.
6. ↑  Einzugsgebiet abgemessen auf dem Hintergrundlayer Topographische Karte.
7. 1 2 3 4 5 6  Einzugsgebiet nach dem Layer Basiseinzugsgebiet (AWGN).
8. 1 2 3  Einzugsgebiet aufsummiert aus den Teileinzugsgebieten nach dem Layer Basiseinzugsgebiet (AWGN).
9. 1 2  Höhe nach blauer Beschriftung auf dem Hintergrundlayer Topographische Karte.

### Andere Belege
1. ↑  Abfluss-BW - Daten und Karten
2. ↑  Hansjörg Dongus: Geographische Landesaufnahme: Die naturräumlichen Einheiten auf Blatt 171 Göppingen. Bundesanstalt für Landeskunde, Bad Godesberg 1961. → Online-Karte (PDF; 4,3 MB)
3. ↑  Das Waldgewann am linken Hang heißt Füllesbach.
4. ↑  Name Feuersee erschlossen aus dem Namen Am Feuersee der nahen Straße.
5. ↑  Geologie nach Mapserver des Landesamtes für Geologie, Rohstoffe und Bergbau (LGRB) (Hinweise).